# プレイボール (漫画)
『プレイボール』は、ちばあきおによる日本の野球漫画、およびそれを原作としたテレビアニメ。『キャプテン』のスピンオフ作品である。原作は青少年育成国民会議推薦、アニメは東京都墨田区推薦を受けている。続編としてコージィ城倉による『プレイボール2』がある。2021年8月5日、学研出版より「部活系空色ノベルズ」シリーズの一冊として、本作を題材にした「キャプテン  高校生編〜新たなるプレイボール」同年10月19日に第二巻に当たる「めざせ  夢の甲子園」というタイトルでそれぞれ小説化された。著者は山田明。

## 概要
『週刊少年ジャンプ』（集英社）にて1973年から1978年にかけて連載。同時期（1972年から1979年）に『月刊少年ジャンプ』に連載されていた『キャプテン』とあわせて第22回（昭和51年度）小学館漫画賞を受賞。本作の累計発行部数は1300万部を記録しており、本作と本編『キャプテン』を合算すると3200万部となる。
週刊少年ジャンプでの連載にあたり、当初ラグビーかアメリカン・フットボールを題材にした漫画を描くつもりでいたが、ルールの把握や資料集めに時間がかかり、連載開始の予定を大幅に遅れそうになったため、その資料が集まるまでの繋ぎとして、『キャプテン』の主人公だった谷口タカオの高校野球での活躍を描くつもりで連載を始めた。しかし、描いているうちに構想が大きく膨らみ、繋ぎが繋ぎで無くなり長期連載となったが、体調不良によるドクターストップから未完となる。ジャンプコミックスから全22巻が刊行されているが、文庫版への改定により「かたわもの」「めくら」など一部不適切な表現は削除されている。

### プレイボール2
2016年、ちばの遺族と『グランドジャンプ』の増澤吉和（当時は副編集長）との協議でリバイバル企画が生まれ、同作のファンでもあるコージィ城倉に相談したところ、城倉が続編を描くことが決定。『グランドジャンプ』2017年9号から2021年11号まで、城倉によって『プレイボール2』が連載された。ちばのタッチを再現し、最終回からの続きが描かれた。ただし、谷口が高校卒業後はストレートに大学進学せず予備校に通うようになるなど（ストーリーは『キャプテン2』に合流することで終了する）、ちばが単行本の最終巻の後書きにて語っていた連載終了以後の構想とは若干展開が異なる。また、ジャンプ・コミックスの装丁はちばが連載していた70年代当時の標準デザインを模した物となっている。

## あらすじ
前作『キャプテン』でのクライマックスとなった青葉学院戦で骨折しながらも無理に投球を続けたことが祟り、谷口タカオの右手は人差し指を伸ばせなくなり、まともにボールを投げられなくなっていた。墨谷高校に進学後は部活に入ろうとはせず、田所がキャプテンを務める弱小野球部の練習風景を毎日のように夕暮れまでグラウンドの片隅で眺めていた。決して口にこそ出さないが野球への未練を強く抱いていることに、谷口の両親も心配していた。そんな谷口の様子を見かねたサッカー部のキャプテン相木は、できない野球に未練を持つよりは新しい道に進むべきだと、谷口をサッカー部に勧誘する。谷口はサッカーについては全くの初心者だったが、中学時代に培った努力と根性でみるみる上達し、チームメイトからも認められるようになる。
野球を諦めてサッカーに専念することに決めた谷口だったが、少年野球の審判を買って出るなど野球に対する未練と情熱はまったく薄れることはなかった。谷口の気持ちを察した相木はこのままサッカーを続けることは谷口にとって最良の選択ではないことを察し、野球部のキャプテンである田所との話し合いの末に、谷口をサッカー部から退部させ、野球部に入部させる。
入部した谷口は送球がまともに出来ないことから当初は戦力として見られなかったが、守備力と長打力、コントロールは衰えず、野手としてチームに溶け込む。エースの中山、口さがないムードメーカーの山本を筆頭にチームメイトのほとんどが戦略面や勝利への意識が乏しかったが、最後まで勝利を諦めない谷口の熱意と豊富な知識や的確なアドバイスによって少しずつ向上心が芽生え、谷口の投げるワンバウンド送球を捕球出来るようになった仲間たちの協力もあって谷口は一躍チームの中心選手となる。
墨谷高校野球部は夏の高等学校選手権大会地区予選では毎年1回戦負けの常連だったが、谷口の活躍とそれに触発された田所達の頑張りで順当に勝ち上がり、3回戦で甲子園出場の常連校であるシード校の名門東都実業高校（東実）との大一番を迎える。試合前は谷口以外が勝利を半ば諦めていたが、彼の奮闘に動かされた中山と田所が率先して対策を相談したことをきっかけにチームがまとまっていく。
東実対策の過程で徐々に送球のコツを身につけた谷口はノーバウンドでも送球出来るようになるが、山本はナチュラルに変化する谷口の送球を逆に捕球出来なくなってしまい戸惑う。その異変に気付いた田所は谷口が工夫と研鑽により、ボールを指の間から抜くようにして投げているその送球こそがフォークボールであることに気付く。正捕手である田所は谷口の投げるフォークボールを捕球できるようにと努力を重ねる。谷口はチームの切り札として再びマウンドに上がれる機会を得る。
試合当日は中山の力投と谷口のピッチャーの呼吸に合わせてスイングするという速球打ちのアドバイスにより、墨谷は予想外の善戦を繰り広げる。だが、初回から全力投球で飛ばしていた中山が東実打線につかまり、足に怪我を負ってリタイアを余儀なくされる。窮地に立たされた墨谷は遂に谷口をマウンドに送り、当時は珍しいフォークを武器に東実打線を翻弄したが、ロングリリーフとなった谷口の疲労は激しく途中降板を余儀なくされ、善戦も空しく墨谷は惜敗する。
その試合をもって高校野球を引退する田所は谷口に感謝し、中山達二年生部員を含めた全員の賛同を得て谷口を新キャプテンに指名する。谷口は先輩部員を差し置くことに葛藤しつつも、恩人である田所の気持ちを受け入れる。
谷口の中学時代のライバル倉橋豊は墨谷高校に入学していたが、野球部の意識の低さに呆れて三日で退部していた。しかし谷口の活躍に触発され、中山や山本に非難されながらも再入部を決める。
フォークボールの連投で肩を痛めた谷口を田所がなじみの医院に連れていったところ、谷口の指も治すことができることを知り、元通りにする手術を受ける。谷口の不在で秋期大会こそ残念な結果に終わった墨谷だったが、翌年の夏の大会に向けて本格始動する。中学時代から谷口を強く慕っていた後輩の丸井は成績が足りずに墨谷に不合格。編入学試験合格を目指して努力を続ける。
抜群の技術に加え、配球技術を持った正捕手倉橋と投手二枚看板の揃った墨谷は卒業した就職した田所が見守る中、キャプテン谷口を中心に活躍することになる。
『2』
春の選抜野球大会出場校である谷原高校との練習試合に大敗した墨谷野球部。3年生になった谷口は、夏の東東京予選を見据えて墨谷二中を全国制覇に導いた後輩のイガラシと、江田川中学から入学した井口源次を投手候補に育てようとする。その結果、硬球の使い方が安定していたイガラシを投手に据え、井口を野手に育成しようと考える。
一年生の秋に墨谷に編入した丸井は調子に乗った言動の多い井口に不快感を持っていたが、左投手として彼を起用したい谷口の真意を察し、硬球の使い方を特訓する。打撃面では得点力向上のため、真芯で捉えないと長打が打てない竹製バットを使用することを思いつくが、練習試合でも使用を強行した結果全て折れてしまい、恥を忍んで金属バットを借りて試合を再開する。イガラシの上達と丸井との特訓で精神面でも成長した井口の好リリーフもあり、練習試合に勝利したことで、谷口と倉橋は確かな手ごたえを掴む。
迎えた夏の東東京予選。抽選会に参加した丸井と半田であったが、墨谷はエースになった佐野を擁する東実、川北商業、谷原など名門校がひしめくブロックに当たってしまう。それでも谷口と倉橋は最後の大会に向けて闘志を燃やし、チーム一丸で大会に臨む。

## 登場人物

### 墨谷高校野球部
都立の公立高校。野球部は谷口が入部するまでは毎年3年生が引退するとメンバー割れする弱小チームで、「楽しく野球が出来れば良い」程度の意識しかなかったが、谷口と田所たちの引退後に再入部した倉橋の熱意に影響を受けて少しずつ実力や意識が向上して弱小を脱する。さらに、中学大会を制した谷口の後輩達の加入によってシード校に名を連ねるまでに強化されていった（表記は「人物名：声の出演」）。
谷口タカオ：前田賢一朗
本作の主人公。右投右打。ポジションは投手・三塁手。右翼手を守ったこともある。中学時代に試合中のアクシデントで指を骨折し、無理をして試合続行し投げ続けたことから、利き手の人差し指が曲がったまま伸びなくなり（アニメ版では人差し指が伸びたまま曲がらなくなり）、真っ直ぐボールを投げられなくなる。入学してしばらくはサッカー部に所属し努力の甲斐あってレギュラーにも選抜されたが、野球への情熱を捨てきれず主将の相木による叱咤と後押しで、野球部に転部する。怪我の影響で送球がままならない状態であったが、バウンド送球を経て努力の末に投げられるようになり、その過程でフォークボールをマスターする。その後、手術を受けて指の怪我を克服する（この過程は原作とアニメ版では若干異なっている）。打順は4番（川北戦のみ5番）。ピッチャーとしてはコントロールを身上としており、倉橋の要求するボール半個分の出入りを可能とするほどの見事な投球術を持っている。最終的にカーブ・シュート・フォークボール（故障が明けてからは、ここぞという時にしか投げなくなった）を一通りマスターした（中学時は直球のみ）。また精神面が強く、ピンチや味方のエラーにあってもナインを励ましたり、粘り強く淡々としたピッチングを展開した。その姿勢は作中屈指の好投手である専修館の百瀬さえも驚嘆させている。イガラシ、井口世代の他の一年生から「やっぱ（シード校入りした墨谷の）エースだけあってナリ（体格）に似合わず凄え球投げるなあ」と評されるなど球速もある模様。
本来は三塁手がベストポジションだがチーム層が薄い墨谷では投手と兼任を余儀なくされ、成り行き上エース格になっていた背景もある。それ故に特に自身がエースという自負はなく、総合チーム力で挑む姿勢は中学時代から変わっていない。
対戦相手を徹底的に研究かつ分析するタイプで、その姿勢は相手が強豪・弱小かを問わず一貫している。その結果、それまで5年連続1回戦負けを喫し、勝利とはほど遠かった墨谷高校野球部を1年生時は3回戦、2年生時は準々決勝（ベスト8）3年生時は準決勝(ベスト4)にまでコマを進める原動力になった。野球に熱心なあまり学業が疎かになり、母親から釘を刺されてしまうこともあり、3年生時はそれが災いして成績が下がっていた。
前キャプテンの田所により1年生の夏以降は墨高のキャプテンに任じられ、以降連載終了まで継続。中山から「お前はキャプテンなんだから、グラウンドに出れば俺たち上級生を呼び捨てにして良い」と言われ倉橋からも賛成されるが、本人は「僕は頭が古いんで無理です」と上級生に対する気遣いと礼儀を忘れることはなかった。逆にここぞという場面では気弱だった中学生時代に比べてはっきり意見を言えるようになっており「言って分からなければ放っておけばいい、困るのは本人だ」と井口の態度に突き放す発言をとったり、2年生時に夏の東東京予選では格下の言問高校相手に油断する上級生を含めたチームメイト全員に前年に全力を出し切って3回戦に進んだことに例えて「このままでは負けてしまう。僕たちの今1番の敵は気の緩みです！」と激を飛ばす場面が見られる。真剣になった際は問題児の井口に「やはりキャプテンだけあって迫力がある」と言わしめるほどの貫禄を放つ。
『2』では彼と対立する丸井を競わせて井口に自分の過信を痛感させるとともに奮起を促す意味で投手としては起用しない方針をとっていた。その後自主練習に励み結果を出した彼の進歩の速さに驚き、コーチ役を買って出た丸井に感謝した。
一方で、公式戦での得点力向上のために真芯で捉えないと長打が打てない竹製バットでの練習を採用。練習試合でも反対を押し切って使用を続けた結果、相手校の監督を怒らせてしまったばかりかバットが折れてしまう、大会期間中に「練習をしないことも練習」とイガラシ達をたしなめたにもかかわらず通常通りの練習をして疲労を蓄積させるなど一生懸命ゆえの判断ミスを招くこともあるが、その度に反省し分析を重ねた。
3年間を通じて全国大会への出場は逃したが、3年生時の川北商業戦ではサイクルヒットを放ちメディアの注目を集めた。引退後は野球に対する次の目標が見出せずにいたことや、両親の負担を考慮して将来的に家業を継ぐために父親の下で大工修行を検討したが、部長や田淵、父親に諭され、大学進学を目指して予備校に通いながらの野球部監督就任を打診され、了承する。
田所：河野裕
谷口の2学年上であり、谷口が入部した時のキャプテン。右投右打。ポジションは捕手。中学時代は投手でもあったらしく、東実戦では疲労した谷口に代わって登板したが全く通じず、大量得点を許してしまった。京成戦に7番、城東戦に3番、東実戦に5番を打った。特に突出した能力は見せなかったが他のナインと共に谷口に影響され上達して行き、東実戦でも活躍した。
当初は怪我を負っている谷口に戦力としての期待をせず、彼の入部に浮かれる部員たちにも厳しい態度を取っていたが、「ちやほやするとかえって本人が気を遣ってしまう」と彼なりに配慮しての行動だった。サッカー部や他部員の進言による打撃練習にてその実力を認め、以後は試合でも谷口の意見を積極的に取り入れるまでに至っている。捕手としては、ロングリリーフの谷口の疲労なども察しロジンバッグなどで間をとるように指示をしたり、中山の限界を見抜くなど気が付く方であった。すぐ部員を怒鳴りつけたりバットを振り回して脅すなど粗暴なところが見られるが、弱小に甘んじていた部員の中では野球に対して真剣に取り組むなど基本的にキャプテンとしては信頼されている。
東実戦前には強豪に本気で勝とうとする谷口に対し、「卒業後の進路の為の勉強に支障が出る練習量は避けるべき」との考えを持っていた。そのため練習方針の考え方の違いで衝突するが、後に谷口の姿勢に動かされた中山と共にベストを尽くす事を選択した。しかし自身は補習を受けるなど学業成績はあまり良くなかったようである。
卒業後は家業の電気屋に就職し、合間を見て野球部の見物や試合の応援に駆けつけ、公式戦では解説や応援団を鼓舞する。面倒見の良い性格で、全部員にアイスの差し入れやカツ丼（当初は「鰻丼」と吹聴していたが、予算の問題からカツ丼になった）をご馳走してくれるなど気にかけている。また、なにかというとタイヤキ屋を相談場所として利用している。
仕事上あちこち駆け回るため顔が広く、後輩勧誘の手助けをしたこともあった。井口勧誘の際には本気で投げた球をヒットにするなど野球の能力も衰えてはいないが、山本(アニメ版では倉橋)から「腹が出てる」と言われ太り気味である模様。
アニメ版では東実戦で疲労がたまった谷口を走らせたくない一心でホームランを打っている。卒業後の2期では地元商店街の草野球チームで捕手・4番を任されるなど、野球を継続していることを語っている。
倉橋豊：日野聡
谷口と同級生であり、彼のよきパートナー。顎が割れている。右投右打。ポジションは捕手で、田所の後継に当たる。打順は3番（川北戦と3年生時における夏の東東京予選では4番）。中学時代に谷口が在学した墨谷二中と激戦を繰り広げた隅田中出身でキャプテンも務め、当時は地区随一の名捕手と噂されていたほどの実力者。谷口の球を変化球もノーサインで捕球できるほどスキルが高い。
高校入学時は野球部に入ったがあまりのレベル不足と勝利意識の低さに呆れて3日で退部していた。その後しばらくは草野球でプレイしていたり、中学時代の先輩・田淵がいる川北高の練習に参加していたが、谷口の勧誘で改めて野球部に籍を置くこととなる。
言いたいことをはっきり口にする性格。先輩相手でも一切遠慮をしないので当初はトラブルが絶えなかったが、そのほとんどが相手やチームを思ってのことであり、谷口、半田と共に部全体の実力と意識向上に貢献した。チームがまとまってからは、陰で上級生を「あいつら」「お前ら」というなど、若干見下す発言をすることもある一方で、不可欠な存在として溶け込むようになっていく。
原作ではクールな性格で中学時代のイガラシの性格に酷似しており、チームの参謀的な役割を果たしていた。原作、アニメとも谷口のキャプテンとしての采配を甘いと感じることもあったが、最後は谷口のキャプテンシーを認めている。
実力はチーム屈指で、他チームからも「一発がある打者」として警戒される描写がいくつかあるが、物語中では本塁打を放ったシーンが出てこない。しかし、専修館戦の百瀬から初回でチーム初ヒットを記録したり、原作の明善戦では最終回で唯一ヒットで出塁するなど打撃の水準は高い。ただし、外角球に体が泳ぐことがある。
アニメ版では小学生時代はリトルリーグに所属していた。また原作以上に棘のある発言が多くみられていたが、公式サイトの紹介では自身が憎まれ役を買って出ることによって、谷口に不満が向かないようにするための配慮ではないかと補足がなされている。一方でチームのために人知れず練習に励む半田のことを気にかけたり、上級生の引退時行われた一打席勝負では、涙を流しながら球を受けるなど、チームメイトを大切に思う場面も描かれている。
『2』でも谷口と並ぶチームの首脳として活躍している。実力はあるが自身の結果を出すことにこだわりスタンドプレーをしがちなイガラシと井口を叱りつけたり苦言を述べる場面も多い。また、谷口の過酷な練習内容に驚く場面も目立ち、谷原戦での惨敗以降試行錯誤を重ねる彼を心配している。
引退後は試験の結果が悪かったことから浪人しての再受験を考えている。家族の負担を考えて進学(および野球)を断念する意向の固い谷口を案じて、谷口にそれまで野球部に不在だった監督を務められるよう田淵や部長に説得できないかを打診した。『キャプテン2』でも引き続き登場し、浪人生活の傍ら監督として後輩たちを支える谷口にさりげなく助言をしたり、墨谷の試合を観戦するなど陰ながら墨高野球部を見守っている。
小説版では2巻目から登場。おおむね原作と同じだが、若干言い回しがマイルドになったり、谷口を認めるまでの心境が原作以上に深く掘り下げられている。
中山：呉圭崇
谷口の1学年上。谷口が入部する前は唯一の投手であった。丸眼鏡が特徴。右投右打。田所達の引退後は三塁手と投手を兼任。松川が登板する時は左翼手も務める。打順は2年時に9番、3年時に6番（大島戦のみ、ならびに小説版では5番)。
気分屋であり、投手としては気弱なものの相手打線が沈んでいると「いっちょ脅かしてやるか」とサインを無視し変化球（カーブ）を投じるなど調子に乗りやすい。怒りっぽい面もあり、田所が谷口のデータに依存して思うようなプレーができなかった時にヘソを曲げたり、先輩に敬意を払わない倉橋とは特に衝突が多かった。しかし、京成戦で谷口の「最後まで諦めない」熱意を目の当たりにしてからは彼を信頼するようになり、東実戦前は谷口の努力に心を打たれて意見を求めたことがチームがまとまるきっかけになった。
球速・球威は低い部類に入り、精神面がやや脆く打たれるとすぐに動揺し、投球が乱れてしまう。川北戦では滅多打ちに遭い「勘弁してくれ」と泣き言を吐き、病み上がりの谷口にマウンドを譲ったこともある。しかし、コントロールは非常によく、谷口の偵察メモ通りに相手の苦手なコースを的確について抑える場面もあった。
打撃面ではかなりの回数で得点に絡み、専修館戦ではサヨナラヒットを放っている。谷口がキャプテンになってからも引き続き背番号は1番だが、年功序列を重視する谷口の方針や当初は彼との二本柱でいく予定だったこともあり特に背番号変更は無かった。引退前に谷口の懇願によりバッティングピッチャーを務めている。専修館戦で疲労困憊の谷口を見た山本が、倉橋に中山を起用し投げさせるように進言するが「中山さんには荷が重すぎる」として却下された。原作では谷口をして「足がある」と言わしめるほどの俊足を持ち、セーフティバント・盗塁も行っている。また投手だけあって肩も良く、レフト前ヒットの返球で、脚に自身のある二塁ランナーを楽々アウトにしたこともあった。
引退日に開かれたお別れ会では代表でスピーチし、「俺たち目上を（谷口が）指示するのが面倒だったろう」とさり気なく上級生としての気遣いを見せていた。
アニメ版では外見が若干変更されている。また3年生時は他の同級生部員同様、言問戦までは実力が向上したことからの過信も見られたが、倉橋との度重なる衝突を受けて選手として成長。引退時には谷口の懇願でバッティングピッチャーを務め、送別会後にエースナンバーを託した。
山本：疋田高志
谷口の1学年上。出っ歯が特徴。右投右打。当初は右翼手だったが、谷口が右翼手の守備に入ったのをきっかけに一塁手を経験。共通していた「右打球に慣れている」という理由で田所の引退後から一塁手にコンバートする。田所が投手の時には捕手も経験した。打順は1番。「おっちょこちょい」と言われるだけあって気配りに欠ける場合も多い。当初は勝利にこだわる谷口と反りが合わなかったが、京成戦で谷口の「最後まで諦めない」熱意を目の当たりにしてからは彼を信頼するようになり、キャプテンになってからも積極的にサポートした
東実戦では疲労困憊の谷口に気付かず、初球打ちでヒットしたため、田所からそれを咎められたり、専修館戦の終盤では痛恨のエラーを喫し田所に「お前は何年墨谷のレギュラーやってるんだ！」とスタンドから罵声を浴びるなどここ1番で判断を誤ることがあった。後者では直後に帳消しにするファインプレーを魅せた。幼少時は青戸辺りでザリガニ捕りの名人と呼ばれていたらしい。
アニメ版ではくじ引きで一時的にキャプテンとなった。田所らからは「おっちょこちょいだが、ムードメーカーでもあるから結果的にはいい選択だった」と評されたが、墨谷二中との壮行試合後、「俺にはあんな後輩（丸井・イガラシ等）を育てられない」と言い谷口にキャプテンを譲った。また、2期では倉橋にもきっちり意見を言う、明善戦の終盤では意気消沈する谷口に「最後まであきらめないんじゃなかったのか？」と励まして出塁を果たすなど、締めるところは締める場面も追加されている。
太田：福井信介
谷口の1学年上。ニキビ（もしくはそばかす）が特徴。右投右打。100mを12秒台で走る俊足（アニメ版では11秒台）と強肩の持ち主。2年生の夏までは遊撃手だったが、自身の運動能力の高さに着目した谷口からの提案を受け入れて田所の引退後から中堅手にコンバートする。打順は2番。中々の切れ者であり、東実戦では谷口の疲労度を察し、追い込まれて（ツーストライク）から粘り、時間を稼いでいた。しかし田所からは「お前は顔に似合わず頭良いんだな」とあまり嬉しくない誉められ方をされた。
谷口がキャプテンになってからは上級生に強く出られない彼の性格を見越して水分補給のタイミングなどで勝手に振る舞う面もあったが、それを見かねた倉橋が「島田をレギュラーにすればいい」と谷口に助け船を出したことで危機感を持ち、一部員として再び指示を聞くようになった。
負けている状態で最終回に打順が回る事が多く度々プレッシャーを背負って来たが、試合の逆転の突破口を切り開いた人物でもあった。長打は無いものの、クリーンナップへ繋げる重要な役割を見事に果たし、アニメ版の明善戦でも谷口達下級生を励ます活躍を見せた。
山口：南田親彦
谷口の1学年上。右頬にある大きなほくろがトレードマーク。右投右打。谷口が入部するまでは三塁手。彼のスタメン昇格後は左翼手(小説版では右翼手)、3年生時には遊撃手を守る。打順は3番だったが、倉橋入部後は5番、小説版では6番となった。東実戦では会心の一撃をセンターのファインプレーに阻まれ、最後のバッターとなり涙を流したが、翌年の聖稜戦ではサヨナラホームランを打つ活躍を見せた。倉橋、谷口の後続とあって長打力も高い。メンバーきってのユーモラスな性格で、油断から偵察後の練習を予想しなかった同級生の中で唯一ユニフォームを持参していた。チーム内で一番インシュート（内に食い込むシュート）は苦手であったがここぞという時に活躍する選手。専修館からも「5番（山口）は一発があるから歩かせろ」と警戒されていた。
アニメでは、半田が硬球を怖がっている事を見抜いてアドバイスを送っている。
佐々木：竹谷和樹
谷口の2学年上。ポジションは一塁手。墨高唯一の左投左打。打順は8番。カーブ打ちが得意と自称。京成戦で谷口に打席を奪われる。あまり目立つ存在では無いが、東実戦ではヒットや死球で着実に出塁している。
松本：山田浩一
谷口の2学年上。丸い鼻が特徴。右投右打。ポジションは二塁手。京成戦では3番を打っていたが、城東戦以降は3番に山口が入り、打順は7番。東実戦では内野に打球が飛ぶシーンが少ないので、守備での出番はほぼ無い。守備練習の際に彼が谷口の送球の変化に気付き、東実戦でのフォークボールの器用に繋がる事になる。二塁打を放つなど長打力もある。
村松：谷口祐貴
谷口の2学年上。顎髭を生やしている。右投右打。ポジションは中堅手。打順は6番。一発を狙いに行くなど積極的なバッティングを見せる反面、若干自信過剰な面があり、京成戦ではバントの指示を無視してヒッティングに出る場面があったが、右翼手についた谷口の奮闘を見て田所の次に彼を認め、ファインプレーを見せた谷口に代わってタッチアップ時の送球をし、「代わりに投げてやるから、ボールを取ったらすぐ俺によこせ！」と励ました。
城東戦では相手チームのエース投手である藤井からヒットを打ち、速球を打ち崩すコツを田所に伝言した。東実戦で走者に出た谷口が疲労困憊の際には「ゆっくり歩かせてホームインさせてやる」とホームランを狙う気遣いも見せた。
アニメでは外見が原作とかなり異なっている。
横井：柴崎幸一
谷口の同級生。頬に渦巻きがある。右投右打。背番号11のノッカー担当であったが、田所世代が引退してからレギュラーとなった。ポジションは2年時に二塁手、3年時に遊撃手。松川が二塁手の時は左翼、イガラシが遊撃手の時は三塁をも守る。谷口世代で一番上達した選手であり、最終的に内野のほとんどを請け負っている。また夏季大会中はマラソン練習で最後尾にいることが多かったが、秋からは谷口・倉橋に並んで体力を余し「なんてザマだ、この程度の練習で！」と後輩を叱咤するまでになった。打順も当初は7番であったが秋季大会からは5番（谷原戦は2番）を務めた。山本同様ユーモラスなキャラではあるが、公式試合では言問高戦で2打点、聖稜戦では送りバントも兼ねたセーフティバントを成功させている。谷原戦で丸井からぞんざいな口調を使われた事があるが、丸井から「恋に悩むと気が抜けるのですか？」と聞かれ「何を下らない事を言ってるんだ、練習中に！」とゲンコツをかました事もあった。しかし先輩や下級生を思いやる気持ちは強く、OB戦でもワザと空振りする優しさをみせたり、イガラシ世代の入部での訓辞の際にキャプテンの谷口の言葉足らずに補足を加えた。その中で「みて貰えれば解ると思うが、体格にも恵まれない我々がシード権を得るには想像を絶する努力をしてきた。辛くて辞めたいこともあったが、自分に打ち克った時の喜びが忘れられなくてここまで来られた」と自身の体験を交えている。
『2』ではイガラシをレギュラー専任と考える谷口の方針に従い控えになる事が多いが、3年生として冷静な先輩としての姿勢は崩すことはなく、3年生時の準決勝では途中出場し、谷原の村井からヒットを二本打った。
戸室裕之：窪田亮
谷口の同級生。右投右打。初期は背番号12。田所世代が引退してからレギュラーとなった。ポジションは左翼手。本人の発言から元々は中堅手だったようだが、太田のコンバートによって左翼手になった。打順は主に7番と下位ではあるが速球でも難なくミート出来る。能力としては平均値には達しているが、肩が弱いのが欠点。試合では守備での貢献が目立つが、松川が登板の時は谷口が三塁で中山が左翼に、松川が二塁に入る時は横井が左翼に、3年生時の谷原戦では井口が中堅に入り島田が左翼に回ってくるなど割りを食う場面が多い。小説版では絵が上手く、部員募集のポスターを制作している。
『2』でも外野手としてレフトのレギュラーを維持している
半田：田中恭兵
谷口の同級生。×字型の目が特徴。右投右打。ポジションは右翼手控え。元草野球選手。背番号10。あだ名は「半ちゃん」。
真面目で野球好きだが、最初はチームで一番能力が低く練習でも試合でもエラーを連発していた。一方で分析能力が高く、対戦相手のデータ収集などで活躍しチームを勝利に導く力となっている。特に専修館戦では誰も気づかなかったメモの足跡を消した点に着目し、チームの逆転に繋がるきっかけを作った。これらがきっかけで彼を侮っていた部員たちからも信頼と敬意を持たれるまでになった。努力の甲斐あってエラーの数も減り、公式戦に出場できるまでになる。
作者が『キャプテン』以前に描いた読み切り作品『半ちゃん』の主人公。終盤、鈴木と共に学年が一つ下がっている。
アニメ、および小説版では鈴木共々一貫して同級生のままとなっている。原作以上に活躍や成長が細かく描写され、上級生と対立する倉橋の真意を谷口と松川に次いで理解し、彼の助言を取り入れて練習をしたり、一緒にバッティングセンターにも通っている。中山たちの引退後は自分の実力不足と理想のギャップに悩むあまり一度は退部を考えたが、転校生の丸井から谷口が上達した経緯を聞き、鈴木の励ましと倉橋の協力もあって思い留まるエピソードが挿入されている。最終回（秋季大会東実戦）では、終盤の攻守に活躍し、勝利の立役者となっている。
『2』では偵察役を継続しつつも右翼手としてスタメンに出ることが多くなり、「チームで一番うまい」と言わしめるほどバントが向上している。竹バットでのバッティング練習を重視していた谷口に練習試合でのバントをした際に金属バット時のバントの難しさと、金属バットでのバント練習の必要性を説いた。また2年夏には、バントだけでなくバスターもうまくなり、大島工業戦ではバスター打法で2安打･3打点をあげて勝利に貢献した。
谷口達の引退後は副キャプテンに就任し、ポジションも戸室の後任で左翼手にコンバートした。『キャプテン2』でも登場し、練習に対する考え方が異なる丸井達と松川達の間に入ることが多い。
鈴木：杉山大
谷口の同級生。右投右打。ポジションは右翼手控え、『キャプテン2』からは三塁手。半田と共に途中から入部する。当初はダイエットが目的の入部だったが、体力があり、技術も最終的には同時入部の半田を越えるまでになり、物語が進むにつれて体格が締まってきた。夏季大会では背番号9だが専らベースコーチを務めていた。秋からは二塁手に転向するが守備に精彩を欠き、途中から入部した丸井に二塁手を譲りライトに回るが、そこでも半田にポジションを譲る格好になり、ノッカーや（部員が10名だった頃は）万が一のための救世主的な役割を担った。終盤に半田と同じく学年が一つ下がっており、丸井に同級生として扱われているが、アニメおよび小説版ではでは谷口の同級生に修正されている。性格は原作もアニメも欲がないイメージで描かれているが、アニメでは自分の実力に悩む半田を励ますなどナイスガイぶりも見せている。また半田にポジションを譲った理由も突き指による怪我が原因となっている。
『キャプテン2』にも登場し、半ばサードに入る松川の控えながら背番号5でスタメンに昇格し、スタメンでは9番に入る。
島田：安齋龍太
谷口の1学年下。原作は右投右打で、アニメでは当初左投左打だったが、専修館戦で相手投手の攻略のきっかけを掴むという役割の設定上、原作と合わせるため「スイッチヒッター」となった。ポジションは1年生夏の大会時に右翼手、中山達の引退後からは中堅手。足が速く守備も上手い。丸井と共に墨谷二中を地区大会優勝に導いたメンバーの一人。谷原戦では途中から左翼に入っており一通り外野は全て守れる。経験値が高い為、1年時から9番ライトのレギュラー（背番号は12）として活躍し、秋季大会は1番打者、2年時の谷原戦では5番を任されるまでに成長した。『キャプテン2』では打順が下がり7番センターを守る。
加藤正男：関直人
谷口の1学年下。左投左打。入部時は背番号13。中山世代が引退してからレギュラーとなった。ポジションは一塁手。丸井と共に墨谷二中を地区大会優勝に導いたメンバーの一人。同期の島田にはやや出遅れレギュラー獲得後の練習では息切れ気味になるなど、中学時代に比べると地味な役柄になってしまった。打順は8番。
『2』では井口にポジションを奪われ、控えに回る。井口が投手となる時は谷口が一塁手に入る事が多い。『キャプテン2』では井口が捕手に回ったため6番ファーストでレギュラー。
松川：岩間健児
谷口の1学年下。右投右打。隅田中出身で、中学時代倉橋とバッテリーを組み、谷口がいた墨谷二中と激戦を繰り広げた。入部時は背番号11。野手としてのポジションは二塁手で、谷口の代わりに投手を務めることもある。丸井の入部後は三塁を守り、6番を打った。
中学時代の経験から、先輩相手でも遠慮のない倉橋の発言が誰よりもチームのためを思ってのことと理解している。そのため部員たちから反発を受けた際には進んで彼のフォローに回ったり、時としては静観して彼の意図をいち早く察して行動した。基本完投型ではなく先発途中やリリーフで谷口と交代する場合が多い。聖稜戦以降は公式戦に登板する描写がない（OBとの試合では先発投手）。体格がよく、スピードがあり、球質も重いなど、投手としての素質は谷口より上だが、投球術等では谷口に劣る。また、1年秋以降は攻守とも伸び悩んでいるようで、谷口や倉橋からたびたび叱咤されていた。原作では最後の試合である谷原戦で代打を送られる。
『2』では三塁手兼リリーフ投手としてレギュラーを務めている。『キャプテン2』にも引き続き登場し、背番号1で五番のエースピッチャーとしてチームを引っ張りつつ捕手に挑戦することを決意した井口に代わって近藤のコーチを買って出ている。
須藤
谷口の1学年下の部員で島田達と共に入部したが、中山ら3年生の送別会以後は登場しない選手。中学時代はキャプテンを務めていたらしい。専修館戦まで背番号14のベースコーチを務めていた。
アニメでは登場しておらず、（谷口の1個下の後輩の）入部者は島田、加藤、松川の3名のみとなっている。
村瀬
須藤と同様に途中で消えてしまった選手。中学時代は4番三塁手として活躍していたという。夏季大会のベンチ枠から洩れ、須藤より早く姿を消している。
アニメ版では須藤と同じく未登場。
丸井：浅野雄
谷口の1年後輩。右投右打。中学生の時は、谷口の後を継いで墨谷二中のキャプテンを務めた。谷口を追って墨谷高校を受験するも不合格になり、朝日高校に入学し軟式野球部で活動していたが、同年秋に墨谷高校に編入学する。
編入後は独学ながら硬球の使い方を練習していたことですぐに二塁手のレギュラーになり、打順も1番を担うようになる。小柄だが攻守走三拍子そろっており、特に守備の上手さは特筆もの。好守で味方のピンチを救ったことは数え切れず、二塁手にも関わらずフェンス際のライトフライを捕球したことさえある。打撃では、見た目よりずっと長打力もあるが、普段は打順ゆえに出塁を優先している。
原作での登場は、専修館戦後の谷口の自宅への激励と編入後のみだが、アニメ版では田所たちとの壮行試合で対戦相手を買って出るなどイガラシ共々出番が増えている。
『2』では自分の実力を過信し礼を欠いた言動をとる井口に腹を立てて勝負を持ちかけ、谷口の裁量で勝利。その後、彼の意を汲んで再起を目指す井口の居残り練習に付き合い、成長に貢献する。夏の都予選では東都実業戦で激走を見せてナインが奮起するきっかけを与える。
準決勝の谷原戦では、8回裏の守備でコールド負けの危機を阻止したが、サヨナラ負けに終わり谷口達を甲子園に導けなかった悔し涙を流した。編入生であることから次期キャプテン就任に難色を示したが、谷口の推挙でキャプテンを引き受けた。
なお作中で、背の低さを気にしているらしき場面が幾度かある。しかしそれが、身長そのものに劣等感があるのか、小柄なせいで舐められることに腹を立てているのかは、不明である。
イガラシ：佐藤ミチル
谷口の2年後輩。右投右打。丸井の後の墨谷二中のキャプテン。小柄だが、その非凡な野球センスは丸井が中学3年時に4番を打っていたほどである。原作では終盤で墨谷高校に入学するが、アニメ版では描かれていない。谷口の当初の方針では「攻守の穴を埋める適任者」として、投手ではなく野手に専念させていたが、『2』からは公式戦に備えて投手としての練習もスタートさせる。春の選抜で甲子園に出場した谷原高校との練習試合で松川の代打で出場し、そのまま遊撃に入る（横井が三塁に回る）。
なお、アニメ版では丸井と共に頻繁に登場するが、原作では冒頭と終盤の入学してからのみの登場である。
『2』では恵まれた体格の幼馴染である井口に対してコンプレックスを抱き、反発故に投手においても負けまいと意地になっていた。中学時代に比べて協調性は身についているものの不満げな表情を見せることもあり倉橋からも「天才イガラシ様」と皮肉を言われたが、全国中学大会を制覇したセンスは谷口も倉橋も認めており、その名は他校にも知れ渡り要注意選手と評されている。聖陵戦で先発した際は6回までパーフェクトを続けていたが、ペース配分と無理が元で失速して追いつかれ、身体を休めることの大切さを学ぶ。『キャプテン2』では4番で背番号5を付け投手兼三塁手。
井口源次
谷口の2年後輩。左投左打。江田川中学出身。過去にイガラシと同じチームに所属、中学時はライバルであり『キャプテン』にも登場した。田所の勧誘により墨谷高校に入学する。投手としても、器用さがあり野手としても優秀である。欠点は鈍足で谷口に「ウエイトを絞る必要がある」と指摘される。谷原戦では途中で戸室に代わって中堅手として入った（左翼手には島田が入る）。
陰日向がなく大らかな性格をしているが、悪く言えば無作法で調子に乗りやすい面がある。上級生に対しても同じような感覚で接してしまったため、上下関係に厳しい丸井を怒らせ、谷口からも厳しい忠告を受けることになる。また、頭に血が上るとみさかいがつかなくなり、イガラシによると小学生の時に先生を殴って停学になったこともあったという。
『2』では丸井との勝負には勝ったものの、過信が抜けていないことに加えて硬球に慣れておらず、投球が単調になっている点を谷口から指摘され『投手としての起用はしない』と明言される（ただし、墨谷唯一の左腕投手として、谷口はどうしても実戦で使用したく、彼を発奮させる為と後に田所に明かしていた）。しばらくは結果を受け入れていたが丸井の叱咤と協力もあっての居残り練習やバッティングピッチャーを通じて硬式野球の難しさを痛感。師岡高校との練習試合後半でリリーフ登板した際には見違える投球を見せる。一連の出来事を経て倉橋と田所に「僕の考えが甘すぎたのかもしれないっす」とそれまでの非礼を謝罪したり、四回戦の大島工業戦で勝利投手への欲を出して片瀬の起用を渋ったり、失点を招いたことを「自分の心に隙があった」と猛省するなど精神面でもレベルアップが見られるようになっている。以上の点から中学よりレベルが高い高校野球の難しさや、対人関係における分相応を理解しチームの一員としての自覚を持つようになったことで、江田川中学時代(および墨谷入学当初)に見られた不遜な態度をとることは少なくなった。特に谷口、倉橋、丸井に対して頭が上がらない場面も見受けられ、聖陵戦では功を急ぐイガラシに不安を抱いていた。
『キャプテン2』では2年生に進級し、入部した近藤の技術面と言葉遣いの指導をしている。左投げながら強肩を生かし背番号2で正捕手となる。
松本
イガラシ達の同級生。右投右打。不安視されている右翼手の半田の代わりとして谷原戦に途中出場した有力な選手。同名の谷口の上級生の「松本」とは違い小柄な選手。『2』以降は未登場。
久保
イガラシ達の同級生。右投右打。谷口や丸井の墨谷二中時代の後輩でイガラシの中学時代のチームメイト。墨谷二中時代は外野手で3番を打っていた。彼の世代は田所の勧誘もあり部員が多数集まりレギュラーの競争率も激しくなっている。丸井からも「すぐにポジション獲れなくても腐るなよ」と念を押されていた。『キャプテン2』では8番ライトのレギュラー。
アニメ版では墨高との壮行試合に登場した。
片瀬
イガラシ達の同期。リトルリーグに在籍していた投手で優勝経験もある。中学の軟式野球には参加しておらず、高校から再度硬式野球に参加する事になった。ただし、中学全国大会で活躍したイガラシ、久保の存在は知っていた。丸井からも「礼儀正しく、腰の低い男」と好印象であった。右投右打。谷口の当初の構想では、イガラシ世代での投手は彼と井口のみであった。
『2』でも登場しているが、投手としては力不足だったようで、練習試合にも登板していない（バッティング投手を務める場面はある）。しかし、3回戦の大島工業戦で右翼手として途中出場を果たす。『キャプテン2』では甲子園で負傷しベンチから外れた半田に代わり2番レフトでスタメンを務める。
那須
イガラシ達の同期。遊撃手。
『キャプテン2』では背番号10でベンチ入りし、主にイガラシが投手につく際遊撃手の守備に入る。
荻原
イガラシ達の同期。『キャプテン2』では背番号12で第一控え捕手。小柄だが飄々として投手を生かすのが上手い。
平山
イガラシ達の同期。『キャプテン2』では背番号13で第二控え捕手。井口や萩原ほど試合に慣れておらず、準決勝の城東戦では途中出場したもののミスを連発してしまう。
旗野
イガラシ達の同期。『キャプテン2』では背番号14で控え外野手。
永住
イガラシ達の同期。『キャプテン2』では背番号15で控え外野手。
坂田
イガラシ達の同期。『キャプテン2』ではベンチ外。
芳村
イガラシ達の同期。『キャプテン2』ではベンチ外。
部長：小室正幸
墨谷高校の教員で野球部顧問。名前は不明。原作では谷口が1年の頃は台詞だけでその存在が語られており、2年時の秋季大会後にようやく姿を現している。部活と学業の両立のため、成績が停滞気味な野球部に勉強会を行う。谷口達部員は迷惑気味であったが、田所から「所沢市在住で片道2時間かけて通勤しているにもかかわらず勉強会に付き合うのは、お前達の学業を本気で心配してる証拠」と真意を聞かされ、彼の好意に感謝する事になる。勉強会中に田所が新人勧誘報告に来た時も、さり気なく席を外す気遣いをみせていた。野球に関しては素人であり、他の先生の「甲子園でも狙ってるんでしょう」という言葉に対し「何です、その“甲子園”ってのは」と質問するほどであったが、勉強会かたがた野球部の活動を見守るうちに野球を見る目もできてきたらしく、松川のスランプに気付くなど田所を驚かせるまでになった。　
『2』では夏の予選大会を前に居残り練習を続ける部員達をたしなめたり、谷口達の引退後には甲子園出場のために倉橋の提案を受け入れて、予備校に通いながらそれまで不在だった野球部の監督就任を谷口に打診する。
アニメでも登場したが、ベンチで居眠りをする描写のみであった。「部長先生」と呼ばれていた。
小説版では顧問と監督を兼任し、″伏野″という苗字も追加された。
OBの先輩たち（墨高野球部後援会）
谷口が入部する以前の弱小だったころの元野球部員。田所を含めて社会人で主に構成されている。中山たち引退の「お別れ会」と「OB会」を合同で企画し、部員たちにうな丼、餃子などのご馳走でもてなした。墨高のグランドの狭さに悩む現役部員に対し河川敷の野球場を週2回、1年間借り切り提供するなど気前が良い。が、野球の実力は乏しく現役部員との交流戦を行ったが相手にはならなかった。それを理解したOBたちは現役部員の練習に協力する器量の良さをみせた。
アニメ版ではエピソードがカットされた影響から未登場で、中山達の送別会も田所達4人の気遣いと主催によるものとなっている。
一ノ瀬、安西、藤村
佐々木、村松、松本に代わりに小説版で登場する田所の同級生部員。

### 対戦校

#### 京成高校
谷口が1年生時の夏の大会の1回戦で対戦。実力は当墨谷よりは格段に上だが、谷口の偵察データと試合中の活躍により敗れる。エースはサウスポーであった（アニメ版では堀内という名前で登場している）。

#### 城東高校
谷口が1年生時の夏の大会の2回戦で対戦。練習試合を行った事もある。田所によれば「野球でならす城東」と呼ばれるだけあり、当時の墨谷よりも実力は上だった。なお、偶然ではあるが、実在する城東高校はのちに甲子園出場を成し遂げており、都立有数の野球強豪校となっている。
小倉：石上裕一
城東のキャプテンで捕手。右投げ右打ち。田所とは中学時代の同級生でもある。彼から練習見学の依頼があった際に、力量の差があると見くびって無造作に受け入れてしまった。試合では松下(アニメ版では坂東)を先発させるも谷口の力量を見てエースの藤井に交代させたが、城東を徹底的に調べ上げていた谷口の為にコールド負けを喫してしまった。
『キャプテン2』でも登場し、同校の監督に就任した。
藤井：川上貴史
谷口が1年生時に2年生にして城東のエース。サイドスローともアンダースローとも見える横手投げで中々の速球投手。試合では序盤こそは抑えたが偵察を終えた谷口の入れ知恵で墨谷に完全攻略されてしまった。
アニメ版では坂東の後を受け2回から登板するも打ち込まれる。コールド負け寸前の5回裏、谷口に打順が回る直前で降板した。
練習試合ではノックアウトされた松下の後を受けてリリーフとして投げたが、もはや墨谷のレギュラークラスには彼の球は敵ではなく、島田たち1年生を起用される。「悔しいが俺にはあれぐらい（1年生の新人）が丁度いい」と墨谷との力量の差を認めていたが墨谷1年生にも連打されてしまう。
清水
藤井と同学年で2回戦の時は3番ショートだったが、3年の時はキャッチャーに転向。藤井と共にバッテリーを組む。誰も打てない谷口の球を当てて(キャッチャーフライ)、ナインから「おしい、おしい。さすが3番」と褒められる。　
松下：木村良平
かつて墨谷二中野球部に所属していた元谷口のチームメイト。ポジションは投手。右投げ右打ち。城東では控え投手だが原作の墨谷戦では先発した。誰よりも敵になった谷口の恐ろしさを認識し、チームメイトに警鐘を鳴らしていた。練習試合でも先発しドロップ（落ちるカーブ）を覚えるなど成長がみられるが、先頭打者の山本にホームランを打たれるなど初回でノックアウトされた。
アニメ版では自分の実力に不安を抱き野球を辞めるべきかと密かに悩んでいたが、谷口に「試合は最後までわからないからこそ面白い」と励まされ元気を取り戻す。墨谷戦では5回裏、ノーアウト満塁で谷口に打順が回ったところで「彼のことはよく知っている」と監督にワンポイントリリーフとしての起用を直訴。三振に打ち取った。
坂東
アニメ版のみ登場する3番手投手。墨谷を甘く見た小倉の判断で先発させられるが、早々に2点を奪われ初回のみで降板した。
別所
アニメ版のみ登場する2番手投手。5回裏、谷口に打順が回るところで藤井に代わって登板しかけたが、小倉の判断で松下を抜擢することになり結局作中では登板の機会はなかった（ただし、その際に松下が「ワンポイントリリーフ」という条件付きで起用されていることを考えると、松下の降板後登板している可能性は高い）。

#### 東都実業高校
通称「東実」。野球部専用の練習場を備え、甲子園出場経験も豊富な都内有数の強豪の一つ。谷口が1年生時の夏の大会の3回戦で初対戦し、谷口のフォークや墨谷打線の猛追に最後まで苦しめられながらも勝利を収めた。2年生時の夏の大会では5回戦で明善高校に敗退。新人戦である秋季大会では墨谷と同じブロックで、シード権をかけた決勝で対戦した。『2』では夏の大会の3回戦（シードされた墨谷にとっては緒戦）で墨谷と再戦した。
監督：斎藤志郎
谷口が1年生時の夏の大会で試合前の谷口の守備練習を視て要注意を払いベストメンバーを揃えて対戦した。指導者としては優秀であるが、フォークボールを駆使する谷口の計算外の投板や墨谷ナインの奮闘に苦しめられた。
アニメ版でも劇中、名前は出てこないがキャストロールには「岡本監督」とされている。

##### 谷口1年時の夏の大会
中尾：山中真尋
谷口が1年生時の夏の大会でのエース。左投げ右打ちの異色な選手。投打の主力で4番を打っている。序盤で変化球を墨谷に狙い打たれたが途中で直球主体に切り替えるも、球速に慣れて来た墨谷ナインから連打を喰らう。しかし最後まで投げ切り見事、墨谷に勝利した。アニメでは稲尾という名前に変更されている。
大野：三浦潤也
谷口が1年生時の夏の大会での捕手。右投げ右打ち。5番バッター。墨谷から連打を喰らった中尾に対しサイン交換の際に「どのみち打たれる」とやや捕手としてはデリカシーに欠ける面も見せた。
谷口が2年生時の夏の大会にも残っており、墨谷VS聖陵を観戦していた。自校が敗戦後、専修館のデータメモを墨谷に渡すが「（専修館との）力の差をみれば向こうも文句を言わんだろう」と軽い援護のつもりが結果として墨谷が専修館のエース百瀬を攻略する切っ掛けとなった。
中井
右投げ右打ちの三塁手。1番バッター。田所によれば「全国でも名の通った選手」との事。谷口が偵察時には練習で見事なセーフティバントを決めていたが谷口のフォークボールは攻略出来なかった。アニメでは三宅という名前に変更されている。
町田
3番で中堅手。先発した中山を捉え始めるも谷口に交代され対峙する。フォークボールに相対した第一号。3度のファインプレーでチームの勝利に貢献した。アニメでは町田という名前は別のポジション（遊撃手）の選手が使用しており、原作の町田に相当する選手の名前は飯塚となっている。
背番号10のリリーフ：鈴木圭悟
中尾が連打された為に一時マウンドに上がった右腕のリリーフ。しかしすぐにノックアウトされ再び中尾と交代した。アニメでこれに相当する選手は竹内となっており、監督にも二本柱の一角の扱いを受けていた。翌年にも大野、中井と共に登場したがエースに昇格したかは不明。翌年の東実の敗戦後、専修館戦前の墨谷の控室の前で号泣し大野から「これから試合に臨もうとする者の前で気を使え」と咎められた。

##### 谷口2年時の秋季大会（新人戦）
佐野：川勝亮太郎
谷口の一学年下。左投左打。『キャプテン』にも登場しており、中学時代は全国屈指の強豪・青葉学園で2年生の頃から絶対的エースとして君臨していた。小柄な体格だが、規格外の速度を軸としたピッチングを武器に、谷口が中学3年時の地区大会決勝および全国大会決勝、そして丸井が中学3年時の地区大会決勝の三度に渡って激闘を繰り広げた強敵。
高校入学後も成長しており、谷口が2年生時の秋季大会決勝で立ちはだかる。秘密兵器として温存されていたが、墨谷に苦戦を強いられた監督が業を煮やして起用した。背番号は10。
『2』の夏の大会ではエースナンバーに昇格しており、猛トレーニングを経て球威がさらに向上。9回を1失点に抑えたが、その裏の攻撃で疲労から倒れてしまい、交替を余儀なくされた。
アニメ版ではサイドスローで無口な原作漫画版と違い喜怒哀楽も激しく谷口に対するライバル心も強く描かれており、登場シーンも多い。アニメ版オリジナルの墨高3年生の壮行試合では、墨谷二中の投手である近藤が降板した際に、倉橋と共に試合に乱入して谷口と勝負したこともある。その際には、倉橋には敬語を使っていた一方で、谷口に対しては年下にもかかわらず、タメ口のうえに呼び捨てにしていた。さらに、2期終盤で東都実業の秘密兵器として登場するときは、鋭く曲がる高速スライダーも身に着けているなど、原作に比べ「立ちはだかる敵の絶対的エース」としての色合いもより濃くなったが、打倒墨谷に執念を燃やすあまりワンマンプレーが目立っていた。
工藤
秋季大会で先発した。倉橋の評では「（球は）速いにゃ速いが専修館のエース（百瀬）ほどじゃない」と攻略は容易いと判断され、その通り墨谷に先制(アニメ版2期では先制直前に1回を待たずに降板)され、初回で佐野にマウンドを譲る。
『2』ではエースナンバーを佐野に譲り、スタメンから外れている（背番号は10）。墨谷戦の最終回で疲労で倒れた佐野に代わって打席に立った。
捕手
大野の後釜。先発投手をリードするも初回で捕まってしまい監督に佐野投入を心中で懇願していた。佐野に代わってからは墨谷打線を見事抑えた。アニメでは仁科という名前で出場。後半、独りよがりになった佐野を窘めた。
小堀
東実を無失点に抑えていた谷口に対し終盤代打で登場。倉橋は一見して「また熊みたいなのが出て来た」とかなりの巨漢であった。長打を放つが鈍足でシングルヒットに止まる。アニメ版でも最終回の代打で送られるが、流し打ちが得意であり穴である右翼手の半田を狙い撃ちした。

#### 川北商業高校
都大会でも常に上位に顔を出す強豪校。倉橋の先輩である田淵の厚意により墨谷との練習試合が組まれた。
小説版では谷口がキャプテン就任直後に秋季大会1回戦で対戦。意識に温度差があった墨谷にコールド勝ちを収め、このことが墨谷ナインが谷口と倉橋以外も甲子園出場を目指して意識が変化するきっかけになった。
『2』ではベスト8で墨谷と対戦した。
田淵：小野大輔
川北のエースで田所達の同学年。隅田川中野球部の卒業生で、倉橋の先輩に当たる。
最後の夏は地区予選ベスト4で敗退。3年生が引退した墨谷に合わせて試合では監督として采配を振った。
アニメ版では中山達の同学年に設定が変更されて「専修館攻略メモ」は彼が谷口に渡している。
『2』では家業の工務店を手伝いながら川北商業の監督を務め、谷口の引退後は倉橋の依頼を受けて谷口に墨高野球部の監督就任を勧めた。
小野田：中野大樹
谷口の同学年で次期川北のエース候補。アンダースロー。墨谷との練習試合で先発完投するも後半に捉えられ、次第に焦りを見せる。試合には勝ったが墨谷のしぶとさに脅威を感じた。倉橋によれば「球速なら田淵さんより速い」との事。
『2』ではエースとして成長し、準々決勝で墨谷と対戦。終盤で執念の同点スクイズを決めるが、一塁にヘッドスライディングした際に右手を突き指してしまい、降板を余儀なくされる。
柏原
『2』で、負傷した小野田をリリーフした、左腕の二番手投手。小野田ほどのスピードは無いが、腕が遅れて出て来るフォームで球の出どころが見づらい上、大きく鋭いカーブを持っている。
井上 明
『2』で登場の、一塁手・6番打者。左投左打。墨谷戦で、本塁打を含む3長打を放つ大活躍。守備でも貢献する。しかし最終回、一点ビハインドの一死満塁で井口の初球シュートに手を出してしまい、谷口のファインプレーもあって併殺。チームの準決勝進出を逃した。
監督：斉藤次郎
アニメのみ登場の人物。アニメではまだ谷口の指の不具合は改善されておらず、試合内容の結末も原作漫画とは異なる。自分の知人の医師を谷口に紹介した。

#### 言問高校
谷口が2年生時の夏の大会の1回戦で対戦。格上である墨谷に気迫で立ち向かうが力及ばずコールド負けする。アニメでは山本達3年生を含めたナインの油断もあって8回まで序盤に1点リードするが、谷口が「今の僕たちの敵は気の緩み」と檄を飛ばしたことと半田の分析が功を奏して最終回表に持ち直され、逆転負けを喫する。なお墨谷は2回戦においても江戸川実業高校にコールド勝ちを収めている。
監督：坂東尚樹
「気迫だけは負けるな」と指示するも墨谷には通じず敗れた。
岡村：鈴木圭悟
エースで速球投手だがコントロールは悪い。初回で山本、太田を抑えるも後続の倉橋、谷口のバント作戦で崩れ始める。
アニメ版では1年生エースとしてコントロールも良く、8回まで墨谷をシャットアウトしていた。試合後は悔し涙を流すが、山本達3年生を含めた墨谷ナインが健闘を讃えて相手チームを侮った反省をするきっかけにもなった。

#### 大島工業高校
谷口が2年生時の夏の大会の3回戦で対戦。シード校らしい力量は持っているが格下の墨谷相手に雑な試合をし、凡打の山を築いてシャットアウトされた。左腕の速球エースや捕手の主砲などシード校らしい力はあるのだが、油断から2点先制され加えて松川のリリーフで冷静さを失い敗戦した。しかし左腕エースのカーブは、墨谷の右打者が内角に切れ込む変化球に苦手意識がある事を他校に知らしめた。
『2』では夏の大会5回戦で再戦。打線は強力だったが投手力が弱く、一時はコールド負けしかけた。終盤に墨谷側のミスを突いて追い上げ、同点にしたものの、一点差で敗れる。
桜井
一番打者で三塁手。低めの球が苦手。俊足で、谷口からたびたび牽制をされている。背番号5。
大場
二番打者で左翼手。山口に顔が似ている。外角の球が苦手で、それを知るバッテリーに振り回されている。ただ、パワーはあり打球はかなりのびている。背番号7。
金井
三番打者で遊撃手。内角高めが苦手。巧打者ではあるが、打ち気に逸ったために敢え無く墨谷バッテリーから凡退を食らう。
幸田
四番打者で捕手。大変な自信家で、倉橋から「（三番打者に）わをかけたカッカマン」と称された。一回戦で墨谷を偵察しながらも無造作に振り回す様は、観戦していた聖陵高の面々から呆れられた。
黒川
左投げのエース投手。球威のあるインコースへのカーブが武器。スロースターターであり、初回に墨谷に２点を献上するも追加点は許さなかった。

#### 聖陵高校
谷口が2年生時の夏の大会の4回戦で対戦。強豪格のシード校。
小説版では専修館高校戦後にベスト8で墨谷高校と対戦した。全国大会出場経験もある名門の一角として描かれ、反則スレスレのプレーも原作・アニメ版に比べて抑えられている。
『2』でも夏の大会4回戦で再戦したが、あと一歩及ばずリベンジを逃した。
西田：小野大輔
中山等の同学年でありキャプテン。守備位置は捕手。墨谷の力量を認めつつもホームベース上にキャッチャーマスクを置き走塁妨害するなど卑劣な手段を使った（後に審判に咎められ、それでも置き続けたため、最終的には審判にキャッチャーマスクを蹴飛ばされている）。最終的に墨谷に追い込まれたが「やつら（墨谷）のしぶとさを見習おうじゃねえか」とキャプテンらしい一面も見せた。打撃は先発した松川が敬遠策を余儀なくされるほどの強打者。
アニメ版ではより卑劣な人物に描かれ、チームメイトも試合中には不満があったものの、それは監督が入院して不在の為にチームの中心として気負って来た故のことだった。そのことを理解していた岩本達チームメイトたちに諭され、肩の荷を下ろして正々堂々と勝負を挑むが逆転サヨナラを許し、みんなで涙を流しながら奮闘をたたえあった。
『2』では同級生と共にOBとしてチームのコーチをしており、権限は後任のキャプテンである刈谷よりも上回っている描写がある。
岩本：奈良徹
右腕のアンダースローのエース。先発したが格下と思った墨谷に対し途中降板を予定していたが西田に完投を指示される。墨谷の苦手とするインシュートを徹底して投げるが後半は失速し、山口(アニメ版では谷口、小説版では倉橋)にサヨナラホームランを喫する。原作では終盤自分中心になった場面が見られ、西田に窘められたが、アニメ版では気弱ながらも思い通りに試合を運べずに苛立つ西田を宥めたりチームメイトを励ますなど原作よりも面倒見の良い性格になっていた。
木戸
聖陵の控え投手で左腕。インシュートが投げられなくなった岩本を見かねて西田がリリーフさせるもエースの岩本が打たれているのをみて全く本来の能力は発揮出来ず、再び岩本にマウンドを譲る（岩本は一旦、ライトへの守備に就く）。デッドボールなど全く良いとこなしであった。挙句の果てにマウンドで泣きだした。
しかし、翌年が舞台の『2』では3年生となり、エースとして成長し3回戦で当たって墨谷打線を抑えていた。
藤岡
2番打者の遊撃手。アニメでは、柳瀬という名前に変更されている。マウンドで疲労困憊の岩本を気遣う器量の良さを見せた。
江原：関直人
左翼手で5番打者。クリーンナップだけあって打撃は良いが、守備に問題があり、終盤の守備固めで交代する。アニメでは3番に変更されている。
大内 猛
『2』から登場する丸井達の同学年で一塁手。通称「モウちゃん」。元々は、ちばあきおの短編『モウちゃんは強かった！』の主人公である。100kgの巨体に似合わず気が弱く、上級生の荒井と小谷に理不尽ないじめを受けている。
右投右打で引っ張り専門のスラッガーだが、打率は悪く、控えに回されることが多い。一方で、広瀬の暗示にかかって（いじめに対する意趣返しのために）一塁へ強いゴロを狙い打ちし続け、同ポジションを守る荒井をダウンさせるなど、才能の片鱗を高く評価されてもいる。
墨谷戦では6回の表にイガラシ（そこまでパーフェクトを続けていた）から代打ホームランを放ち、その裏からマウンドに立つ。重い速球で打たせて捕り、3イニングを完璧に（走者を一人も出さず、いい当たりすら無かった）抑えるが、最終回に自身の守備のミスから得点を許し敗因となった。
広瀬
「2」から登場する大内の同級生で、助け合う親友にして相棒。守備位置は二塁。元々は『モウちゃんは強かった！』の副主人公である。
守備は上手いが打率が低いため控えに甘んじている。自分が医師の息子であることから心理学の一部を身につけている。荒井達からの理不尽なシゴキに反発し、大内に暗示をかけたり助言を送るなど何かと気にかけている。
墨谷戦では、大内に続いて代打出場。ショックの抜けないイガラシから初球を弾丸ライナーで本塁打し、同点に持ち込む。その裏から捕手として守備につき、大内の力を上手く引き出すが、あと一歩及ばなかった。

#### 専修館高校
谷口が2年生時の夏の大会の5回戦で対戦。優勝候補と称されるほどの強豪校。強打、強肩、堅固な守備と速球エースと一分の隙もないチーム。学校名はもちろん架空のものだが、当時の強豪校であった専修大学付属高校と国士館高校から借用している。
小説版では聖陵高校の前に4回戦で墨谷高校と対戦した。
原田：一馬芳和
キャプテンで4番で捕手。敬遠策が必至なほどの豪打を誇る。キャプテンとしても敏腕で百瀬とのバッテリーで序盤は墨谷をシャットアウトしていたが後半、百瀬をとらえ始めた墨谷に対し浮き足立つ一面も見られた。
百瀬：成瀬誠
サウスポーのエース。打順は投手という事もあり9番に甘んじているがクリーンナップに引けを取らない打力を誇る。墨谷の面々らが驚く程の球速のストレートの持ち主であり、加えてホームベースを巻き込んで右打者の内に切れ込むスローカーブで墨谷打線を苦しめる。しかし東実の大野（アニメでは川北の田淵）が谷口に託した攻略メモの真意を半田に見抜かれ、後半は劣勢を強いられる。そのあたりから自分勝手な言動や行動が目立ち、君島などチームメイトを怒らせたが、敗戦後、勝者の墨谷にエールを送るなど気概の良さも見せた。試合の序盤こそ墨谷ナインを侮っていたものの、上記のように思わぬ苦戦を強いられ、加えて味方のエラーに腐りもせず淡々と投げ続ける谷口の姿を見て、（墨谷は）シードされて然るべきであると認識を改めていた。アニメでは、「どうして俺たちは負けたんだ。原田。教えてくれ」と呆然とした面持ちを見せていた。
君島：加藤将之
1番打者で三塁手。シングルハンドではグラブを弾き飛ばすほどの強打を誇る。加えて長打もあり、墨谷戦前まで本塁打も2本打っている。墨谷に捉えられ始めた百瀬の癇癪に激怒し口論となり百瀬に対しリリーフを送るように原田に進言した。原田に仲裁されるもリリーフ投入は聞き入れられた。
小田桐
二塁手で5番でクリーンナップの一角で長打力は原田にも引けをとらないという。序盤で原田達に敬語を使っていたところを見ると2年生以下と思われたが、試合終盤では守備の指示を怠った事やバッテリー間のみの作戦伝達に原田に対して激怒しぞんざいな口調で話していた。
加藤
右腕のリリーフ。球速は速いが聖陵の木戸同様、エースを捉えた墨谷打線に委縮し良いとこなしで再び百瀬にマウンドを任せる。その後は左翼手に入る。アニメでは百瀬が一人で投げきる設定のため、出番はなかった。
大杉：大須賀純
3番打者で左翼手。クリーンナップの一角であるが、9回中堅手との激突で軽い脳しんとうを起こしたこともあり、加藤投入の為に交代した。百瀬が一時左翼手に入る。アニメでは百瀬の交代がなかったため、最後まで守っている。
山路
遊撃手で8番。東実のデータでは「打線の穴」ということらしいが、それでも外野を貫く長打力を持っている。チームメイトの談では「このところ当たってる」とのことなので今大会は打撃は好調のようである。
金本
代打で登場したが疲労していた谷口からデッドボールを喰らう。「死球を受ける為に打席に入ったみたいだ」と谷口に対して気概の良さとも嫌味とも取れる発言をした。交代後は中堅手に入るが中山の決勝打を捕り溢してしまう。アニメでは代打攻勢がなかったため、出番はなかった。
三島
代打で登場した背番号14。バント要員としての起用だったが、谷口の好フィールディングにあい、バント失敗その後2塁に進むが、牽制死しそうになり、百瀬に「自分の立場をわかってるんだろうな！」と怒られてしまう。そのウラの墨谷の攻撃ではショートを守る。
藤井
代走で登場した背番号10。三島のバント失敗で刺されてしまう。そのウラの墨谷の攻撃ではファーストに入っている。

#### 明善高校
谷口が2年生時の夏の大会の6回戦（ベスト8）で対戦した。専修館戦で全ての余力を注ぎ込んだ墨谷ナインは全力を出し切れず大差の完封負けを喫したが、それまでの谷口と倉橋による意識改革が功を奏して一つにまとまり、最後まであきらめずに戦い抜いた。エースは癖球（山本の形容では「ナチュラル・カーブ」）で墨谷を抑えきった。主将は捕手らしく、優勝候補の専修館を敗った墨谷に対して、どれだけ点差が付いても油断する事はなかった。
『2』では夏の大会決勝戦で墨谷を延長戦で破った谷原と対戦したが、疲弊した谷原を圧倒的大差で破り、甲子園出場を果たした。

#### 谷原高校
谷口が3年生時の春の選抜の甲子園大会出場校。急遽、谷原のマネージャーから墨谷に練習試合を依頼される。全寮制。
『2』では夏の大会準決勝で墨谷と対戦し、後半から大差で逆転しコールド寸前まで追い込み延長戦の末にサヨナラ勝ちを果たす。しかし墨谷ナインの驚異の粘りに力を使い果たし、決勝戦では明善に大差の完封負けを喫した。
監督
試合時間直前に登場したが予定より早く試合が開始されていた。キャプテンの佐々木の判断で2軍で墨谷の相手をしていたが劣勢を見かねて谷口に1軍に総入れ替えを宣言する。墨谷に対し「底が知れない」と畏怖した面も見せたが、最終的に大差で下してしまい「シード権を獲得したばかりの学校（墨谷）なのに悪い事をした」と悪意は無かったようである。試合後は谷口と握手した。普段はジャージを着用している。
『2』では夏の大会準決勝における再戦で墨谷ナインの粘りの前に疲弊し、心臓の持病が悪化してマネージャーの樋口に指揮を託した。
樋口
谷原野球部のマネージャーを務める男子学生。名前は『2』で明かされた。丸井達の同学年。
「墨谷は要注意」の噂を聞き、墨谷に練習試合を申し込む。しかし真の目当てはイガラシ、井口などの新戦力の分析であった。井口に対しては「噂通りだ」と評価した。
佐々木
谷口の同級生でキャプテン。ポジションは捕手。
主砲だが、試合前の墨谷の守備練習をみて2軍で相手をさせた。2軍使用時には主審を務めた。1軍打線が谷口を火達磨にするも描写が簡略化され彼自身の打撃力の程度は1の時点で不明だった。
『2』でも準決勝で墨谷を追い詰める活躍を見せ、明善との決勝戦でもナインが疲弊する中、最後まで諦めることなく樋口をはじめとしたチームを叱咤するなど、精神的な支柱として活躍した。
村井
甲子園で投げた谷原のエースであるが2軍使用時はベンチでスコアラーを務めていた。2軍劣勢の為に登板するも、控え捕手では彼の球は捕れず、佐々木とのバッテリーが一足先に墨谷へのお披露目となる。墨谷ナインの評では「本格的速球投手」との事。谷口のスクイズと野手のエラーが重なり2点を取られるも、1軍総入れ替え後はイガラシの一塁ベース直撃のヒットで得点された1点しか与えず危な気なく抑えた。

### その他の人物
相木：神谷浩史
入学当時に指の負傷で谷口が野球が出来なくなった時の墨谷高校のサッカー部のキャプテン。野球を諦めてサッカー部に入部するように勧誘した。谷口に期待する故にまだ野球に未練がある谷口に体罰を行った事もあった。しかし少年野球の審判を楽しそうにやっている谷口を目撃し自分の認識が間違っていた事に気付いた。詫びる谷口に対し「謝るのは俺の方だ。お前はよっぽど野球が好きなんだな」とキャプテンの田所に谷口が野球部に入部出来るように頼んだ。野球部になった谷口を陰で見守り東実戦にも応援に出向いた。
アニメでは体罰の場面が少年野球の審判をしている谷口を目撃した直後、野球が忘れられない自分を認めようとしない谷口に対して、「自分が一番大事な物に『なんか』なんて言うな‼︎」と叱咤した際に変更されている。
『キャプテン2』ではワセダ大学に進学しており、近藤の家庭教師となる。
今野：荻原秀樹
墨谷高校サッカー部のエースストライカー。「しごきの今野」の異名をとり、部員にスパルタ教育を施す。相木の依頼もあり谷口が矢面にたったが、見事に耐えきった。特にアニメにおいては、谷口に対して野球ができなくなったからサッカーに転向したことを快く思っていなかったようだが、谷口のしぶとさと根性に認識を改め、「俺を外しても使うべきだ」と評価した。しかし相木と共に谷口の野球への情熱を理解し「俺は野球の事はよく知らんが、谷口なら打者だけでも凄い選手になれるだろう」と野球部へ快く送りだした。アニメでは、弟が野球をやっていたこともあり、田所以上に谷口の中学時代の活躍を知っていた。
　相木とは自宅が近所らしく、原作の『キャプテン2』第一巻では、「ワセダに行く学力はあった」と言うが家業の神社を継ぐため、コクガクイン大学の神道科に進学、回想によると幼少時は、父親と境内でキャッチボールをしたことはあり、サッカーに転向したと言うが、大学ではサークル活動として、野球に再転向している。また、実家の神社は、青葉学院から墨谷二中に転校して間もない、谷口が父親と深夜特訓した場所で、本人は「夜中で暗がりで顔は良く見えなかった」と言うがその光景を目撃している。
近藤 茂一：長島雄一
アニメのみ登場。谷口の母校・墨谷二中の野球部員。剛球投手であるが墨谷高校との壮行試合に遅刻しそうになる。丸井が作ったスタミナドリンク（中身は滅茶苦茶）を一気飲みし体調不良に陥る。ホームランを打つなど投打で活躍したが毎イニング終了後にトイレに駆け込んでいた。谷口と言葉を交わす一幕もみられた。
谷口の父：佐々木梅治
本作でも大工の頭領を継続している。中学時代よりは自立しつつあるタカオを陰で見守っている。彼があまりにも大きな目標にぶつかった際（東実戦）に自分の大工の修行時代を当て嵌めて謙虚に一つずつこなして行く事の重要さを教えた。
タカオが野球再開するまではプロ野球中継も観ないほど、気を使っていた。
谷口の母：つかもと景子
夫と共に息子を見守る。実は本作の原作漫画版では田所や丸井とも面識があり前作『キャプテン』よりも周囲の人間との交流が進んでいる。野球に関してはあくまで「部活」と割り切っており、学業の成績が下がると勉強を疎かにしていると非難することもあったが、試合前等にはごちそうを振る舞うなど結果的には理解を示していた（アニメでは、ほとんどの試合を夫とともに観戦や応援もしていた）。
タイヤキ屋のおやじ：梨田昌孝
アニメ版のオリジナルキャラ。墨高VS墨二中の壮行試合のグランドを提供するなど中々気前が良い。自身は主審を務めた。

## 連載終了以後の構想
原作では、谷原高2軍には善戦するものの、相手がレギュラーに入れ替わった後に惨敗し、再び這い上がろうとするところで終了している。そのため、その後墨谷高がどうなったかは不明。ただし、最終回で「墨谷の甲子園の道は遠くない」と書かれていて、希望の持てる終わり方をしている。また、作者も単行本の後書で「これから晴れの甲子園を舞台に」と書いている。作者の構想では、谷口が大学野球を経てプロ野球の選手として活躍する所まで描く考えはあった。だが、当時月刊誌にて『キャプテン』を連載しており、その上での週刊誌の連載は精神的にも体力的にも困難という理由から、『プレイボール』の方を一旦終了させ、機会があれば続きを描くつもりでいた。しかし、作者の逝去のため、その機会は失われることとなった。

### 追悼描き下ろし作品
1994年、亡くなった作者の追悼企画としてファンブック『ちばあきおのすべて』（ホーム社）に、協力スタッフだった実弟の七三太朗原作、高橋広作画による「その後の谷口くん」というタイトルの描き下ろしで掲載された。これはあくまで七三太朗独自の解釈によるシナリオである。
あらすじは、既婚者となり父の工務店を継いでいた谷口。その息子であるタダオが、丸井が監督を務める墨谷二中の野球部に入部するという短編作品となっている。

## 書誌情報

### 単行本
- ちばあきお 『プレイボール』 集英社〈ジャンプ・コミックス〉、全22巻
  1. 1976年3月発行
  2. 1976年4月発行
  3. 1976年8月発行
  4. 1976年12月発行
  5. 1977年1月発行
  6. 1977年3月発行
  7. 1977年4月発行
  8. 1977年6月発行
  9. 1977年7月発行
  10. 1977年9月発行
  11. 1977年10月発行
  12. 1977年12月発行
  13. 1978年1月発行
  14. 1978年3月発行
  15. 1978年4月発行
  16. 1978年6月発行
  17. 1978年10月発行
  18. 1979年1月発行
  19. 1979年2月発行
  20. 1979年3月発行
  21. 1979年4月発行
  22. 1979年5月発行
- ちばあきお（原案） / コージィ城倉（作画） 『プレイボール2』 集英社〈ジャンプ・コミックス〉、全12巻
  1. 2017年8月18日発売[21]、ISBN 978-4-08-881256-4
  2. 2018年1月4日発売[22]、ISBN 978-4-08-881444-5
  3. 2018年5月2日発売[23]、ISBN 978-4-08-881492-6
  4. 2018年8月17日発売[24]、ISBN 978-4-08-881576-3
  5. 2019年3月19日発売[25]、ISBN 978-4-08-881738-5
  6. 2019年8月19日発売[26]、ISBN 978-4-08-881859-7
  7. 2019年9月19日発売[27]、ISBN 978-4-08-882064-4
  8. 2020年3月19日発売[28]、ISBN 978-4-08-882239-6
  9. 2020年7月17日発売[29]、ISBN 978-4-08-882373-7
  10. 2020年10月16日発売[30]、ISBN 978-4-08-882506-9
  11. 2021年3月18日発売[31]、ISBN 978-4-08-882653-0
  12. 2021年7月16日発売[32]、ISBN 978-4-08-882751-3

### 愛蔵版
- ちばあきお 『プレイボール』 集英社〈愛蔵版コミックス〉、全11巻
  1. 1989年6月発行、ISBN 4-08-782411-X
  2. 1989年7月発行、ISBN 4-08-782412-8
  3. 1989年8月発行、ISBN 4-08-782413-6
  4. 1989年9月発行、ISBN 4-08-782414-4
  5. 1989年10月発行、ISBN 4-08-782415-2
  6. 1989年11月発行、ISBN 4-08-782416-0
  7. 1989年12月発行、ISBN 4-08-782417-9
  8. 1990年1月発行、ISBN 4-08-782418-7
  9. 1990年2月発行、ISBN 4-08-782419-5
  10. 1990年3月発行、ISBN 4-08-782420-9
  11. 1990年4月発行、ISBN 4-08-782421-7

### 文庫版
- ちばあきお 『プレイボール』 集英社〈集英社文庫〉、全11巻
  1. 1996年5月17日発売[33]、ISBN 4-08-617076-0
  2. 1996年5月17日発売[34]、ISBN 4-08-617077-9
  3. 1996年7月18日発売[35]、ISBN 4-08-617078-7
  4. 1996年7月18日売[36]、ISBN 4-08-617079-5
  5. 1996年8月13日発売[37]、ISBN 4-08-617080-9
  6. 1996年8月13日発売[38]、ISBN 4-08-617081-7
  7. 1996年9月18日発売[39]、ISBN 4-08-617082-5
  8. 1996年9月18日発売[40]、ISBN 4-08-617083-3
  9. 1996年10月18日発売[41]、ISBN 4-08-617084-1
  10. 1996年10月18日発売[42]、ISBN 4-08-617085-X
  11. 1996年10月18日発売[43]、ISBN 4-08-617086-8

## テレビアニメ
『キャプテン』のアニメ化に遅れること四半世紀を経た2005年7月にアニメ化された。UHFアニメの形態で放送（全13話）。放送期間および時間帯は局によって異なる。
監督は『キャプテン』をヒットさせた出﨑哲が引き続き勤める。既に大人となっているアニメ『キャプテン』のファン層を意識し、敢えてOP主題歌はリメイクされた『君は何かができる〜プレイボール2005〜』を採用（第二期も『君は何かができる〜プレイボール2006〜』）。また、アニメオリジナル展開として墨谷二中とのOB戦を実施するという展開もあった。翌2006年1月より倉橋加入以降を描いた第二期（『プレイボール2nd』）もほぼ同じ形態で放送された（全13話）。
梨田昌孝（東北楽天ゴールデンイーグルス他、元監督）がタイヤキ屋のおやじ役で出演した。

### 原作とアニメの相違点
- 谷口の指の怪我は、アニメ版では利き手の人差し指が伸びたまま曲がらない設定だが、原作では利き手の人差し指が曲がったまま伸びないという正反対の設定になっている。これはアニメ化（動画化）する際の作業簡略化のためであると、公式Webで製作者側は回答している[44]。

### スタッフ
- 企画 - 福井政文、高谷与志人、松江正俊、村田英憲
- 原作 - ちばあきお
- 総監督 - 出﨑哲
- 監督 - 四分一節子
- シリーズ演出 - 高橋滋春
- 文芸 - 小出一巳、末永光代
- キャラクターデザイン - 清水恵蔵、泉保良輔
- 総作画監督 - 桝井一平
- 美術設定 - 小林七郎
- 美術監督 - 海津利子
- 色彩設定 - 鈴城るみ子
- 撮影監督 - 岡崎英夫
- 音響監督 - 壺井正
- 音響効果 - 横山正和、横山亜紀
- 音響制作 - グロービジョン
- 音楽 - 和田薫
- 音楽制作 - エイベックス・エンタテインメント
- プロデューサー - 阿部祐督、大泉浩之、水上高志、一色弘安
- アニメーションプロデューサー - 山口秀憲、芝原豊
- 協力 - エフアイユー、集英社、ホーム社、日本プロ野球選手会
- 制作 - エイケン
- アニメーション制作 - マジックバス
- 製作 - プレイボール製作委員会

### 主題歌
プレイボール
オープニングテーマ「君は何かができる〜プレイボール2005〜」
歌 - ザ・ルーズドッグス
エンディングテーマ「レインボウ」
歌 - ザ・ルーズドッグス
プレイボール2nd
オープニングテーマ「君は何かができる〜プレイボール2006〜」
歌 - 東京60WATTS
エンディングテーマ
「サマータイムブルース」
歌 - 東京60WATTS
「ありがとう〜プレイボール2006〜」（最終回のみ）
歌 - 墨高野球部

### 各話リスト
| 話数 | サブタイトル             | 脚本     | 絵コンテ          | 演出           | 作画監督                     | 放送日         |
| 1st  | 1st                      | 1st      | 1st               | 1st            | 1st                          | 1st            |
| ---- | ------------------------ | -------- | ----------------- | -------------- | ---------------------------- | -------------- |
| 1    | 伝説のキャプテン         | 末永光代 | 四分一節子        | 高橋滋春       | 今木宏明                     | 2005年 7月5日  |
| 2    | 明日へのプレイボール     | 末永光代 | 出﨑哲            | 高橋滋春       | 村上勉                       | 7月12日        |
| 3    | 野球へのカムバック       | 大浜誠   | 岡嶋国敏          | 岡嶋国敏       | 村上勉                       | 7月19日        |
| 4    | 意外なピンチヒッター     | 大浜誠   | 三田浩士          | 白石道太       | 飯飼一幸                     | 7月26日        |
| 5    | 執念のバックホーム       | 大浜誠   | 勝間田具治        | 高橋滋春       | 小田裕康                     | 8月2日         |
| 6    | 希望のバウンドボール     | 末永光代 | 川島宏            | 粟井重紀       | 今木宏明                     | 8月9日         |
| 7    | 友情のマウンド           | 末永光代 | いわもとやすお    | いわもとやすお | 泉保良輔                     | 8月16日        |
| 8    | 孤独なチャレンジ         | 植田浩二 | 岡嶋国敏          | 岡嶋国敏       | 村上勉                       | 8月23日        |
| 9    | 悪夢のビハインドゲーム   | 植田浩二 | 三田浩士          | 白石道太       | 飯飼一幸                     | 8月30日        |
| 10   | 気迫のピッチング         | 植田浩二 | 四分一節子        | 飯泉収一       | 小林勝利                     | 9月6日         |
| 11   | 熱闘のグラウンド         | 植田浩二 | 川島宏            | 粟井重紀       | 今木宏明                     | 9月13日        |
| 12   | 再会のドリームゲーム     | 末永光代 | 森田浩光          | 熨斗谷充孝     | 泉保良輔                     | 9月20日        |
| 13   | 僕達のレインボウ         | 末永光代 | 四分一節子        | 白石道太       | 飯飼一幸 小林ゆかり 清水恵蔵 | 9月27日        |
| 2nd  |                          |          |                   |                |                              |                |
| 1    | 波乱のスタートダッシュ   | 植田浩二 | 前島健一          | 清水明         | 泉保良輔                     | 2006年 1月10日 |
| 2    | 決断のストライク         | 末永光代 | 高橋滋春          | 清水一伸       | 梶浦紳一郎 実原登            | 1月17日        |
| 3    | 不敵なトラブルメーカー   | 植田浩二 | 熨斗谷充孝 出崎哲 | 熨斗谷充孝     | 山本径子                     | 1月24日        |
| 4    | 緊迫のスクイズサイン     | 末永光代 | 三田浩士          | 白石道太       | 今木宏明                     | 1月31日        |
| 5    | 不穏なチームワーク       | 土屋理敬 | 前島健一          | 榎本守         | 小田裕康 清水恵蔵            | 2月7日         |
| 6    | 疑惑のクロスプレー       | 土屋理敬 | 高橋滋春          | 清水明         | 泉保良輔                     | 2月14日        |
| 7    | 反撃のチームバッティング | 末永光代 | 前島健一          | 前島健一       | 村上勉                       | 2月21日        |
| 8    | 対立のハードトレーニング | 植田浩二 | 熨斗谷充孝 出崎哲 | 熨斗谷充孝     | 山本径子                     | 2月28日        |
| 9    | 混迷のチェンジアップ     | 植田浩二 | 三田浩士          | 白石道太       | 今木宏明                     | 3月7日         |
| 10   | 逆転へのメッセージ       | 植田浩二 | 四分一節子        | 岡崎幸男       | 小田裕康                     | 3月14日        |
| 11   | 星空のユニフォーム       | 末永光代 | 高橋滋春          | 高橋滋春       | 泉保良輔                     | 3月21日        |
| 12   | 重圧のポジション         | 植田浩二 | 出崎哲            | 清水明         | 山本径子                     | 3月28日        |
| 13   | 未来へのプロローグ       | 植田浩二 | 四分一節子        | 白石道太       | 今木宏明                     | 3月28日        |

### 放送局
| 放送地域       | 放送局             | 放送期間                 | 放送日時                     | 放送系列       | 備考            |
| -------------- | ------------------ | ------------------------ | ---------------------------- | -------------- | --------------- |
| 近畿広域圏     | 関西テレビ         | 2005年7月5日 - 9月27日   | 火曜 2:00 - 2:30（月曜深夜） | フジテレビ系列 |                 |
| 宮崎県         | テレビ宮崎         | 2005年7月7日 -           | 木曜 1:15 - （水曜深夜）     | フジテレビ系列 |                 |
| 千葉県         | チバテレビ         | 2005年7月7日 - 9月29日   | 木曜 1:35 - 2:05             | 独立UHF局      | [ 45 ]          |
| 徳島県         | 四国放送           | 2005年7月7日 -           | 木曜 1:50 -                  | 日本テレビ系列 |                 |
| 宮城県         | 仙台放送           | 2005年7月7日 -           | 木曜 2:02 -                  | フジテレビ系列 |                 |
| 熊本県         | 熊本放送           | 2005年7月7日 -           | 木曜 3:24 -                  | TBS系列        |                 |
| 埼玉県         | テレビ埼玉         | 2005年7月8日 - 9月30日   | 金曜 1:30 - 2:00（木曜深夜） | 独立UHF局      |                 |
| 東京都         | 東京MXTV           | 2005年7月8日 - 9月30日   | 金曜 2:30 - 3:00（木曜深夜） | 独立UHF局      |                 |
| 群馬県         | 群馬テレビ         | 2005年7月9日 - 10月1日   | 土曜 1:45 - 2:15（金曜深夜） | 独立UHF局      |                 |
| 島根県・鳥取県 | 山陰中央テレビ     | 2005年7月9日 -           | 土曜 2:00 -                  | フジテレビ系列 |                 |
| 神奈川県       | tvk                | 2005年7月10日 - 10月2日  | 日曜 2:00 - 2:30（土曜深夜） | 独立UHF局      |                 |
| 長野県         | 長野放送           | 2005年7月10日 -          | 日曜 1:45 - （土曜深夜）     | フジテレビ系列 |                 |
| 愛媛県         | テレビ愛媛         | 2005年7月12日 -          | 火曜 1:20 - （月曜深夜）     | フジテレビ系列 |                 |
| 高知県         | 高知さんさんテレビ | 2005年7月12日 -          | 火曜 2:05 -                  | フジテレビ系列 |                 |
| 石川県         | 石川テレビ         | 2005年7月13日 -          | 水曜 2:10 - （火曜深夜）     | フジテレビ系列 |                 |
| 鹿児島県       | 鹿児島テレビ       | 2005年7月19日 -          | 火曜 2:10 -（月曜深夜）      | フジテレビ系列 |                 |
| 中京広域圏     | 東海テレビ         | 2005年7月21日 -          | 金曜 3:27 - （木曜深夜）     | フジテレビ系列 |                 |
| 日本全域       | アニマックス       | 2005年8月23日 - 11月15日 | 火曜 23:00 - 23:30           | CS放送         |                 |
| 日本全域       | TAKARAND           | 2005年9月3日 -           | 土曜                         | CS放送         | 唯一の2期未放送 |

### 映像ソフト
2005年から2006年にかけて1stのDVDが発売され、2006年に2ndのDVDが発売された。さらに、2007年にDVD Complete Boxが発売された。いずれも発売元はエイベックス。
2018年7月27日に、1st・2nd全26話を収録したBlu-ray Discが、ベストフィールドより発売された（販売元：TCエンタテインメント）。

### ネット配信
2021年3月24日から、YouTubeの「エイケン公式チャンネル」より期間限定で無料配信が行われている。